# Pelemiši (Kladanj)
Pour les articles homonymes, voir Pelemiši.
Pelemiši (en serbe cyrillique : Пелемиши) est un village de Bosnie-Herzégovine. Il est situé dans la municipalité de Kladanj, dans le canton de Tuzla et dans la fédération de Bosnie-et-Herzégovine. Selon les premiers résultats du recensement bosnien de 2013, il ne compte plus aucun habitant.
Avant 1991, le village était rattaché à la localité de Dopasci ; depuis 1991, elle est recensée comme une entité administrative à part entière.
Avant la guerre de Bosnie-Herzégovine, le village faisait entièrement partie de la municipalité de Kladanj ; après la guerre, une portion de son territoire a été rattachée à la municipalité de Šekovići, intégrée à la république serbe de Bosnie.

## Démographie

### Évolution historique de la population
| 1948 | 1953 | 1961 | 1971 | 1981 | 1991 | 2013 |
| ---- | ---- | ---- | ---- | ---- | ---- | ---- |
| -    | -    | -    | -    | -    | 101  | 0    |

|  |

### Répartition de la population par nationalités (1991)
En 1991, les 101 habitants du village étaient tous serbes.